# Battigny
Ne doit pas être confondu avec Battignies ou Bantigny.
Battigny est une commune française située dans le département de Meurthe-et-Moselle en région Grand Est.

## Géographie

Fig 1 - Battigny (ban communal)

Village à flanc de coteau, Battigny est implantée aux sources d'affluents de la Velle et du ruisseau du Moulin. D'après les données Corine land Cover, le territoire communal de 648 hectares se composait en 2011 de 34,5 % de forêts, 48,5 % de prairies et 17 % de terres agricoles.
|          | Gélaucourt   | Laloeuf        |
| Favières | Battigny     | Thorey-Lyautey |
|          | Vandeléville |                |

### Hydrographie
La commune est traversée par la ligne de partage des eaux entre les bassins versants du Rhin et de la Meuse au sein du bassin Rhin-Meuse. Elle est drainée par le ruisseau de Velle et le ruisseau du Moulin,.

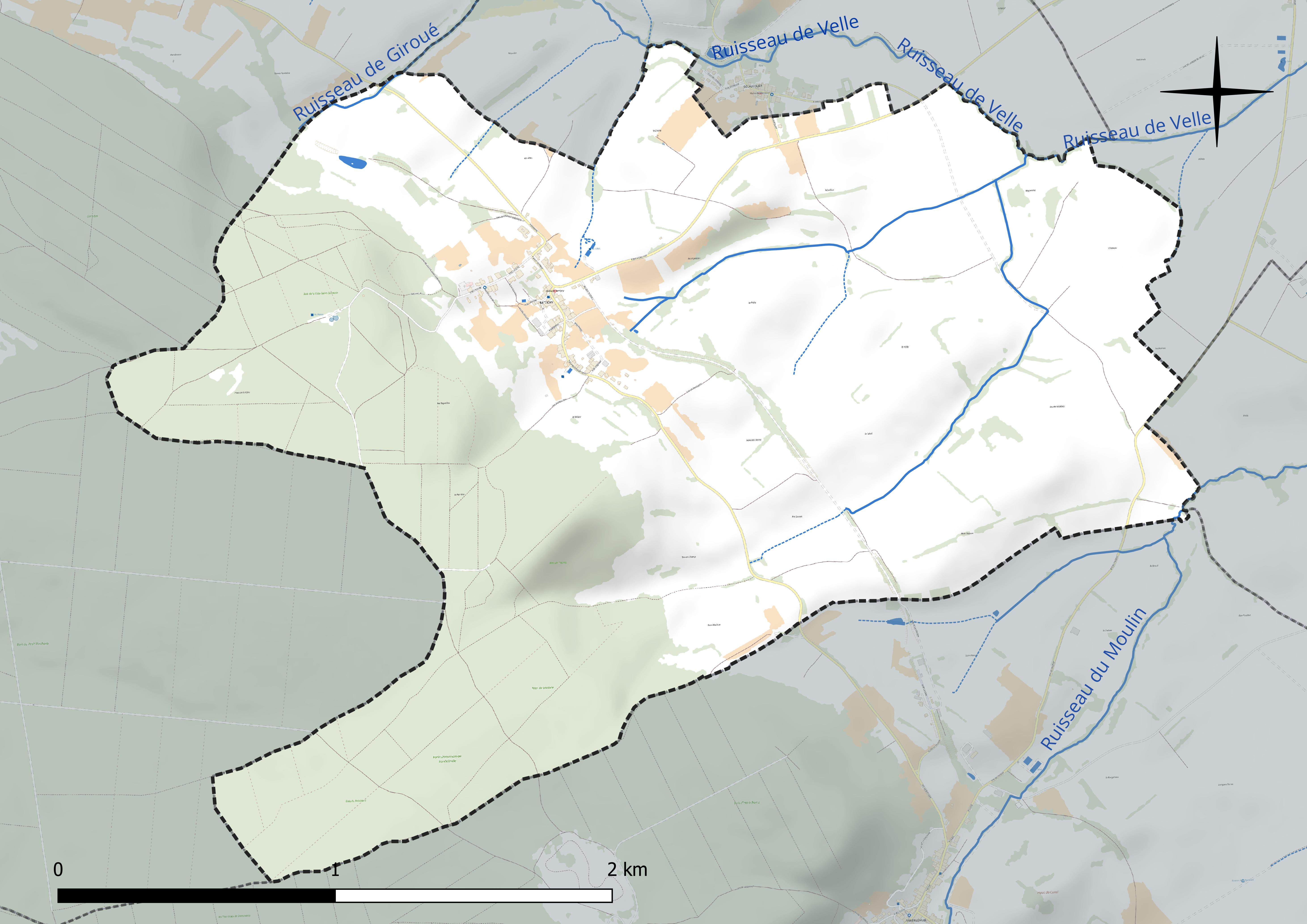
Réseau hydrographique de Battigny.

### Climat
Pour des articles plus généraux, voir Climat du Grand Est et Climat de Meurthe-et-Moselle.
En 2010, le climat de la commune est de type climat de montagne, selon une étude du Centre national de la recherche scientifique s'appuyant sur une série de données couvrant la période 1971-2000. En 2020, Météo-France publie une typologie des climats de la France métropolitaine dans laquelle la commune est dans une zone de transition entre le climat océanique altéré et le climat océanique altéré et est dans la région climatique  Lorraine, plateau de Langres, Morvan, caractérisée par un hiver rude (1,5 °C), des vents modérés et des brouillards fréquents en automne et hiver. 
Pour la période 1971-2000, la température annuelle moyenne est de 9,5 °C, avec une amplitude thermique annuelle de 16,9 °C. Le cumul annuel moyen de précipitations est de 940 mm, avec 13 jours de précipitations en janvier et 9,7 jours en juillet. Pour la période 1991-2020, la température moyenne annuelle observée sur la station météorologique de Météo-France la plus proche, « Nancy-Ochey », sur la commune d'Ochey à 15 km à vol d'oiseau, est de 10,5 °C et le cumul annuel moyen de précipitations est de 810,4 mm. 
La température maximale relevée sur cette station est de 39,6 °C, atteinte le 25 juillet 2019 ; la température minimale est de −19,1 °C, atteinte le 12 janvier 1987,,. 
Les paramètres climatiques de la commune ont été estimés pour le milieu du siècle (2041-2070) selon différents scénarios d'émission de gaz à effet de serre à partir des nouvelles projections climatiques de référence DRIAS-2020. Ils sont consultables sur un site dédié publié par Météo-France en novembre 2022.

## Urbanisme

### Typologie
Au 1er janvier 2024, Battigny est catégorisée commune rurale à habitat dispersé, selon la nouvelle grille communale de densité à sept niveaux définie par l'Insee en 2022.
Elle est située hors unité urbaine. Par ailleurs la commune fait partie de l'aire d'attraction de Nancy, dont elle est une commune de la couronne,. Cette aire, qui regroupe 353 communes, est catégorisée dans les aires de 200 000 à moins de 700 000 habitants,.

### Occupation des sols
L'occupation des sols de la commune, telle qu'elle ressort de la base de données européenne d’occupation biophysique des sols Corine Land Cover (CLC), est marquée par l'importance des territoires agricoles (65,5 % en 2018), une proportion identique à celle de 1990 (65,5 %). La répartition détaillée en 2018 est la suivante : prairies (48,5 %), forêts (26,3 %), zones agricoles hétérogènes (13,4 %), milieux à végétation arbustive et/ou herbacée (8,2 %), terres arables (3,6 %). L'évolution de l’occupation des sols de la commune et de ses infrastructures peut être observée sur les différentes représentations cartographiques du territoire : la carte de Cassini (XVIIIe siècle), la carte d'état-major (1820-1866) et les cartes ou photos aériennes de l'IGN pour la période actuelle (1950 à aujourd'hui).

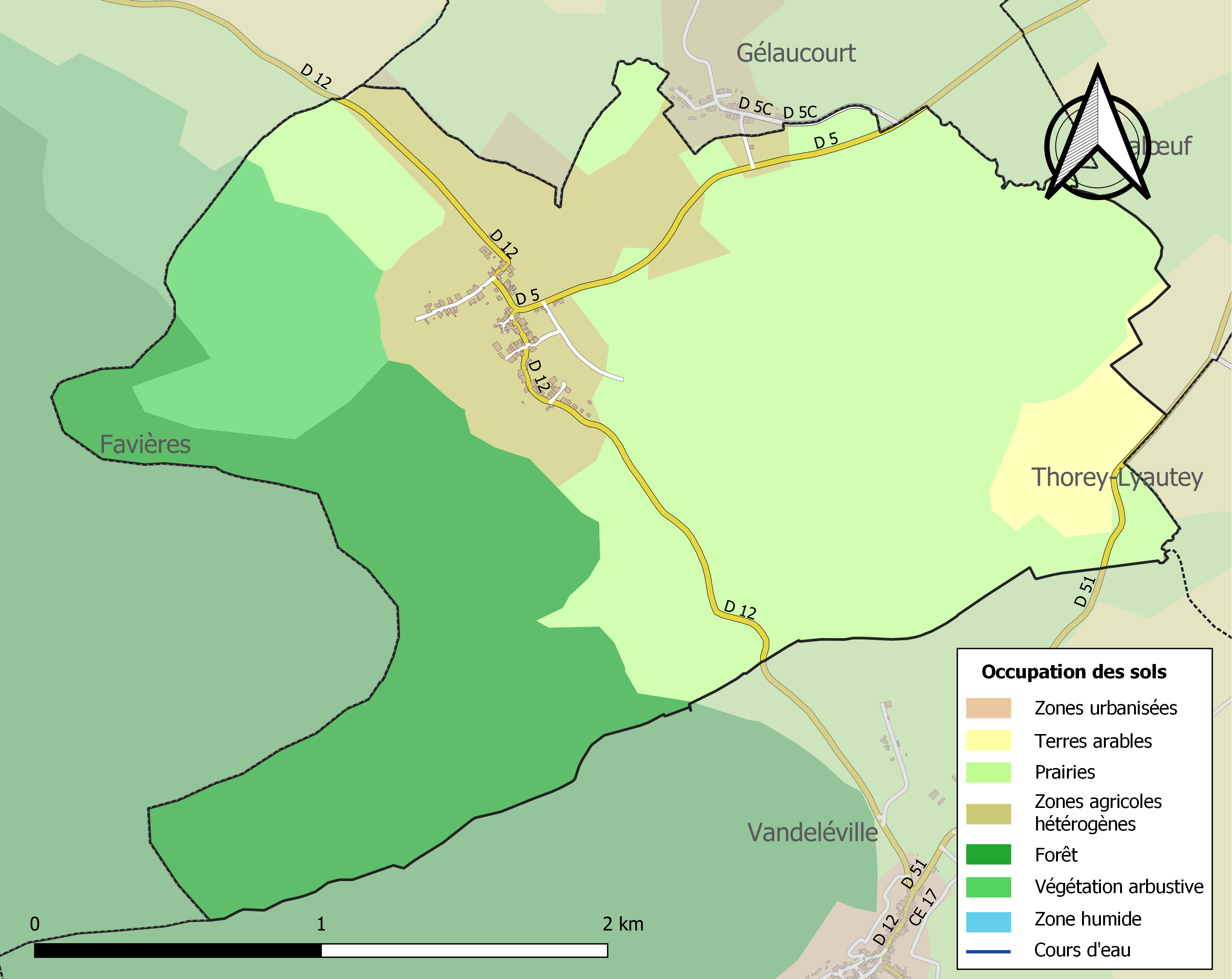
Carte des infrastructures et de l'occupation des sols de la commune en 2018 (CLC).

## Toponymie
(Garsirius de) Bateneis (1176) ; Betegnex (1248) ; Betegniex (1292) ; Betigney (1293) ; Batigneix (1295) ; Betegnix (1317) ; Bethegney (1399) ; Bettegney (1398) ; Baptigney (1408) ; Baptigny (1487) ; Batigney (1500)  sont les graphies recensées par le dictionnaire topographique de Meurthe.
Le pouillé du père Picart utilise la forme latinisée Battiniacus et cite les écarts de Grolot, Giroué et Vermillière dont seul ce dernier semble aujourd'hui situé sur le territoire communal moderne, toutefois les historiens postérieurs sont unanimes à lier les 3 hameaux de Lalœuf, Puxe, Velle et Souveraincourt et Gélaucourt, où l'on retrouve ces lieux-dits, dans leurs notices.

## Histoire
Beaupré précise dans son répertoire archéologique :
« En Chazeaù (Chaseau sur la carte), vers 1856, la charrue brisa une urne funéraire renfermant des ossements. »
 Bien que l'abbé Grosse déplorait en 1822 de ne pas retrouver la hameau de Battigny sur les cartes à sa disposition lors de la rédaction de son ouvrage, un titre de l'abbaye de Clairlieu mentionne un seigneur Garsirius de Bateneis en 1176, ce qui fait écrire à Lepage que, bien qu'il ne soit fait mention de ce village que dans un titre de 1556, son origine est beaucoup plus ancienne ; les comtes de Vaudémont, du domaine desquels il faisait partie, y avaient déjà, au Xe siècle, un château.
Il précise aussi anecdotiquement : « L'état du domaine nous apprend que les habitants de ce lieu, ainsi que ceux de Gelaucourt, qui dépendaient, avec eux, d'une seule mairie, étaient forcés d'assister aux exécutions de justice ; qu'ils devaient annuellement, en temps de paix, pour l'entretien des deux guets au château de Vaudémont, une rente de 46 fr. et qu'en temps de guerre, ils étaient tenus de se trouver en personne dans ce château pour en faire la garde, chaque fois ils en étaient requis par le capitaine. »

## Politique et administration

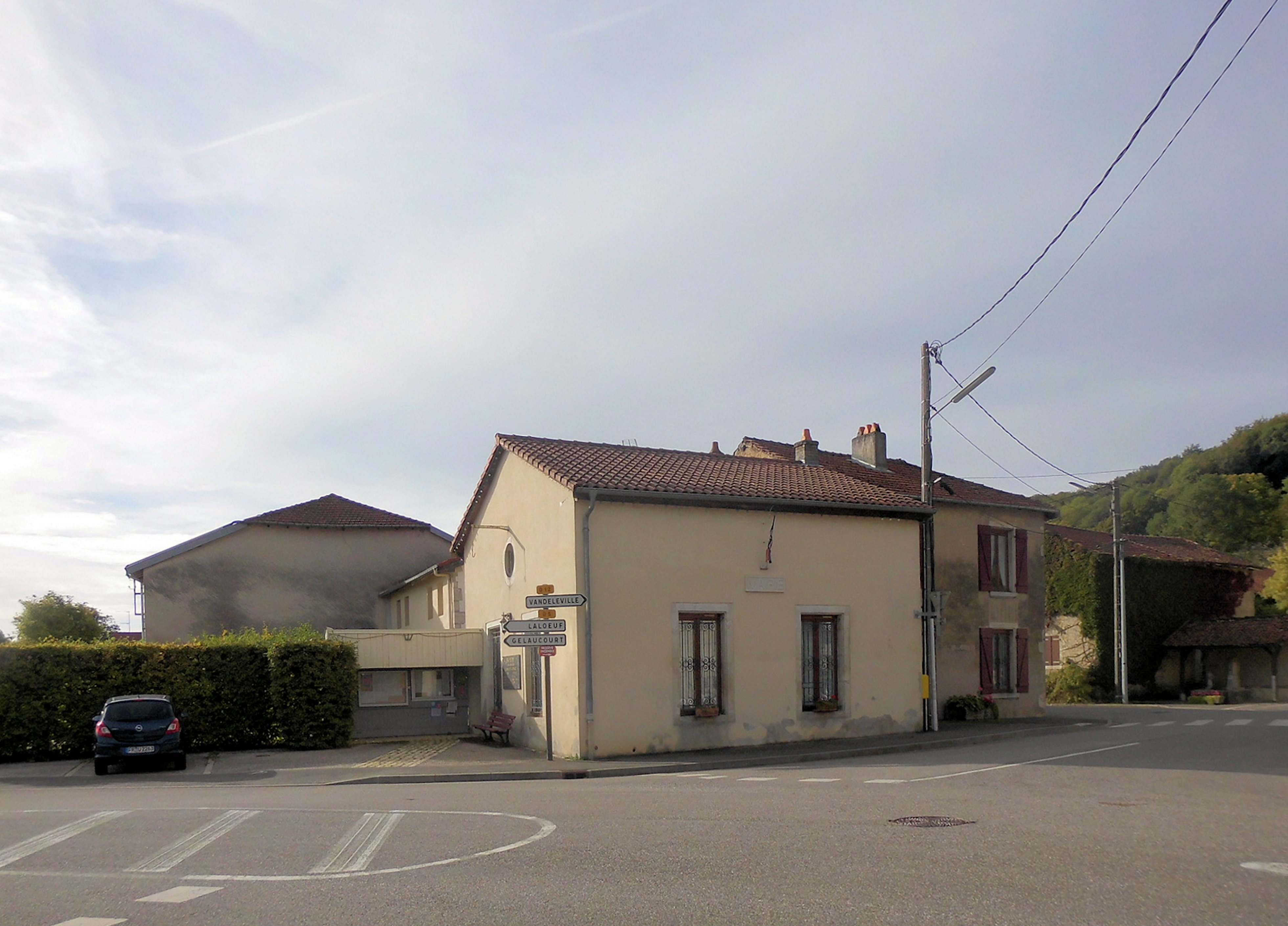
La mairie.

| Période                                  | Période  | Identité                                        | Étiquette | Qualité      |
| ---------------------------------------- | -------- | ----------------------------------------------- | --------- | ------------ |
| Les données manquantes sont à compléter. |          |                                                 |           |              |
| avant 1988                               | ?        | Antoine Vautrin                                 |           |              |
| mars 2001                                | En cours | Denis Thomassin, Réélu pour le mandat 2020-2026 |           | Ancien cadre |

## Démographie
L'évolution du nombre d'habitants est connue à travers les recensements de la population effectués dans la commune depuis 1793. Pour les communes de moins de 10 000 habitants, une enquête de recensement portant sur toute la population est réalisée tous les cinq ans, les populations de référence des années intermédiaires étant quant à elles estimées par interpolation ou extrapolation. Pour la commune, le premier recensement exhaustif entrant dans le cadre du nouveau dispositif a été réalisé en 2008.

En 2022, la commune comptait 145 habitants, en évolution de +5,84 % par rapport à 2016 (Meurthe-et-Moselle : −0,13 %, France hors Mayotte : +2,11 %).
| 1793 | 1800 | 1806 | 1821 | 1831 | 1836 | 1841 | 1846 | 1851 |
| ---- | ---- | ---- | ---- | ---- | ---- | ---- | ---- | ---- |
| 374  | 372  | 413  | 404  | 400  | 411  | 380  | 347  | 354  |

| 1856 | 1861 | 1872 | 1876 | 1881 | 1886 | 1891 | 1896 | 1901 |
| ---- | ---- | ---- | ---- | ---- | ---- | ---- | ---- | ---- |
| 345  | 371  | 350  | 338  | 329  | 285  | 262  | 254  | 222  |

| 1906 | 1911 | 1921 | 1926 | 1931 | 1936 | 1946 | 1954 | 1962 |
| ---- | ---- | ---- | ---- | ---- | ---- | ---- | ---- | ---- |
| 205  | 222  | 196  | 177  | 147  | 143  | 116  | 116  | 112  |

| 1968 | 1975 | 1982 | 1990 | 1999 | 2006 | 2008 | 2013 | 2018 |
| ---- | ---- | ---- | ---- | ---- | ---- | ---- | ---- | ---- |
| 97   | 94   | 104  | 94   | 91   | 103  | 107  | 126  | 147  |

| 2022 | - | - | - | - | - | - | - | - |
| ---- | - | - | - | - | - | - | - | - |
| 145  | - | - | - | - | - | - | - | - |

## Économie
Henri Lepage et E. Grosse donnent quelques indications à caractère économique dans leurs ouvrages de 1836 et 1843 sans s'accorder sur la surface totale de la commune :
« Surf.territ. : de 320 à 830  hect. ; 200 à 286 en terres lab., 41 à 50 en prés, 4 en vignes de qualité médiocre,... »
indiquant tous deux le caractère agricole voire modestement viticole de l'activité, l'un des deux historiens précise toutefois les rendements à cette époque : l'hectare semé en blé peut rapporter 15  hectolitres, en orge 12, en seigle et en avoine 15 ; planté en vignes 90. On y élève principalement des chevaux.

## Culture locale et patrimoine

### Lieux et monuments
- Ancienne maison-forte médiévale.
- Église Saint-Germain, objet d'un classement au titre des monuments historiques depuis 2013[27] : clocher XIIe siècle, avec vestiges de baies géminées, chevet XVIe siècle, nef remaniée XVIIIe siècle. Une campagne de sondages, effectuée en 2002, a permis de constater que l'église était couverte de peintures murales datant de la période située entre les XVe et XVIe siècles qui constituent un témoignage significatif de l'essor des peintures murales et du culte des saints à la fin du Moyen Âge[27].
- Presbytère XVIIe siècle.

### Personnalités liées à la commune
- Antoine Le Pois (1525-1578), médecin, savant et antiquaire, possédait un fief à Battigny[20].
- Antoni Moreau (né en 1837 à Battigny ; mort en 1903), brasseur à Vézelise et Saint-Nicolas-de-Port.
- Pierre-Juste Cadiot, (né le 13 juillet 1858  à Battigny et décédé le 20 octobre 1934 à Paris) vétérinaire.
- Henry, instituteur, admis membre à la société savante de Nancy en 1876[28].

### Héraldique
| Blason de Battigny | Blason  | Burelé d'argent et de sable, à la bande de gueules chargée de trois abeilles d'or. |
| Blason de Battigny | Détails | Le statut officiel du blason reste à déterminer.                                   |